# Рудольф Льюїс
Рудольф Льюїс (англ. Rudolph Lewis; 12 липня 1887 — 29 жовтня 1933) — південноафриканський велогонщик, учасник літніх Олімпійських ігор 1912 року в Стокгольмі (Швеція). Там він виборов золоту олімпійську медаль у чоловічій індивідуальній гонці на час.